# Siegfried (pièce de théâtre)
Pour les articles homonymes, voir Siegfried.
Siegfried est une pièce de théâtre en quatre actes de Jean Giraudoux créée le 3 mai 1928 à la comédie des Champs-Élysées dans une mise en scène de Louis Jouvet.

## Historique
En 1922, Jean Giraudoux a publié le roman Siegfried et le Limousin. Il le choisit comme base pour sa première pièce de théâtre en concentrant l'intrigue. Créée par Louis Jouvet le 3 mai 1928 à la comédie des Champs-Élysées, elle raconte en quatre actes comment un Allemand célèbre - qui a perdu la mémoire durant la Grande Guerre - retrouve sa véritable identité de Français, sous la pression de son ennemi politique et grâce aux interventions subtiles de son ancienne maîtresse. 
Sur ce canevas, Giraudoux brosse de l’Allemagne un tableau contrasté, entre la séduction du romantisme et la menace d’un nationalisme revanchard. Incarnant un idéal pacifiste, cette pièce d’une écriture nouvelle connaît un énorme succès, déterminant le passage de Giraudoux à l'écriture théâtrale et étrennant une longue et fructueuse coopération avec Jouvet.

## Distribution de la création
- Pierre Renoir : Siegfried
- Valentine Tessier : Geneviève
- Lucienne Bogaert : Eva
- Romain Bouquet : Robineau
- Auguste Boverio : le baron Von Zelten
- Gabrielle Calvi : Mme Patchkoffer
- Paul Delauzac : le général Ledinger
- Jim Gérald : le général Von Waldorf
- Louis Jouvet : le général de Fontgeloy
- Paul Maraval : Muck / le Sergent
- Robert Moor : Schumman / Kratz
- Odette Mouret : Mme Hoepfl
- Michel Simon : Pietri
- Alexandre Rignault : Schupo / Schmidt
- Jean Vallauris : Meyer
- Mise en scène : Louis Jouvet
- Décors : Camille Cipra
- Costumes : Jeanne Lanvin

Le sculpteur, architecte et décorateur Léon Leyritz (1888-1976), crée un Nu masculin aux bras levés en Lap pour la pièce.

## Principales reprises
- 1951 : avec François Darbon (Siegfried) et Janine Clairval (Geneviève), mise en scène François Darbon, Centre dramatique de l'Est (Colmar)
- 1952 : avec Raymond Rouleau (Siegfried) et Françoise Christophe (Geneviève), mise en scène Claude Sainval, comédie des Champs-Élysées
- 1968 : avec Marc Cassot (Siegfried) et Madeleine Vimes (Geneviève), mise en scène André Barsacq, théâtre des Célestins
- 1980 : avec Jean Desailly (Siegfried) et Simone Valère (Geneviève), mise en scène Georges Wilson, théâtre de la Madeleine

En 2012, la pièce a été jouée à Paris au théâtre du Nord-Ouest  dans une mise en scène d'Olivier Bruaux avec  Nicolas de Lavergne ou Frédéric Thérisod (Siegfried) et Béatrice Mendelbrot ou Marion Delaunay (Geneviève). La production a reçu le label « Mission Centenaire 14-18 » et a été donnée à l'université Paris-VIII dans le cadre de l'année thématique « Le siècle commence en 14 » le 16 décembre 2014, puis reprise jusqu'au 20 mars 2015 au Nord-Ouest.

## Adaptation cinématographique
- 1955 : Double Destin de Victor Vicas

## Iconographie
- Siegfried, affiche lithographique de Paul Colin, 1928.